# مقاطعة جونسون (كانساس)
مقاطعة جونسون (بالإنجليزية: Johnson County)‏ هي إحدى المقاطعات في ولاية كانساس، الولايات المتحدة الأمريكية.

## أعلام
- جاي كرايغ روبي
- لي روجرز بيرجر